# Antonio Cuomo
Antonio Cuomo (Eboli, 4 ottobre 1957) è un politico italiano.

## Biografia
Laureatosi in economia e commercio, inizia la carriera politica da giovanissimo: a 26 anni diventa consigliere comunale di Eboli ed in seguito assessore comunale, incarico che rivestirà fino al 1990.
Alle elezioni regionali in Campania del 2005 si candida nelle liste di Forza Italia, nella mozione del deputato di Alleanza Nazionale Italo Bocchino, venendo eletto nella circoscrizione di Salerno con 14 477 preferenze al Consiglio regionale. Alle elezioni politiche del 2008 è invece candidato alla Camera dei deputati tra le liste del Partito Democratico, nella circoscrizione Campania 2, arrivando decimo e venendo eletto deputato della XVI legislatura. Alla Camera fa parte della commissione Agricoltura ed è primo firmatario di quattro progetti di legge.
Alle elezioni politiche del 2013 viene ricandidato alla Camera nella medesima circoscrizione Campania 2, nelle liste del PD, risultando tuttavia il secondo dei non eletti (in quindicesima posizione).
In occasione delle elezioni comunali del 2015, in seguito alla vittoria delle primarie, diventa il candidato sindaco di centro-sinistra ad Eboli (venendo sostenuto dal PD e da quattro liste civiche), accedendo al ballottaggio ma venendo poi sconfitto dal candidato di centro-destra Massimo Cariello.
Il 29 luglio 2015, in seguito alle dimissioni da parlamentare di Fulvio Bonavitacola per la nomina a vicepresidente della regione Campania, Cuomo gli subentra e viene eletto deputato della XVII legislatura.
Nel 2020 si candida alle elezioni regionali campane con Italia Viva, ottenendo all'incirca quattromila preferenze nella circoscrizione di Salerno ma risultando non eletto.
Nell'ottobre 2021 corre nuovamente per la fascia di sindaco alle elezioni amministrative della città di Eboli, perdendo il ballottaggio contro lo sfidante di sinistra Mario Conte.